# Ibrahim Fazeel
Ibrahim Fazeel (in maldiviano އިބްރާހީމް ފަޒީލް‎; Male, 9 ottobre 1980) è un ex calciatore maldiviano, di ruolo attaccante.